# Копетдаг
Копетдаг (на тюркски „много планини“; на персийски: کپه‌داغ; на туркменски: Köpetdag; на руски: Копетдаг) е планинска система в северната част на Туркмено-Хорасанските планини, разположена предимно на територията на Северен Иран и по-малка част в Южен Туркменистан. Дължина от северозапад на югоизток около 650 km, ширина на северозапад до 200 km, в средната част 80 – 95 km, на югоизток – 40 km.

## Геоложки строеж, полезни изкопаеми
Планината Копетдаг е част от Алпо-Хималайската геосинклинална област. Нагъната структура на Копетдагския мегантиклинорий се е формирала по време на алпийския нагъвателен процес, а интензивното издигане през плиоцена и антропогена са създали едрите черти на съвременния планински релеф. За продължаващото формиране на планината свидетелстват честите и силни земетресения (1869, 1893, 1895, 1929, 1948 и др. години). Планината е изградена от седиментни, предимно кредни, палеогенови, неогенови и частично юрски варовици, мергели, пясъчници, конгломерати и глини, смачкани в широки и стръмни нагъвания, обърнати на североизток. Покрай североизточното подножие на Предния хребет на планината, нагънатите форми са ограничени от зона от разломи и са повдигнати и наслагани върху структурата на Предкопетдагското пропадане. Тази зона е маркирана от многочислените минерални, в т.ч. топли източници. В пределите на планината са разкрити и се експлоатират находища на живак, антимон, барит, витерит, строителни материали.

## Географска характеристика

### Граници
Планината Копетдаг се простира на протежение около 650 km от бреговете на Каспийско море (хребета Голям Балхан) на северозапад до долината на река Теджен (хребета Моздуран) на югоизток. На север със стръмни склонове се спуска към Туранската низина (пустинята Каракум), а на юг дълбоката Кучано-Мешхедска долина я отделя от останалата част на Туркмено-Хорасанските планини, хребетите Аладаг, Шах Джехан и Биналуд.

### Релеф
Древните етапи на заравняване са създали няколко „етажа“ от заравнени повърхности, които в хода на новите издигания са били силно разчленени. Реликтовите остатъчни заравнени повърхности рязко контрастират със стръмните склонове на младите всичания на речните долини. Заедно с антиклиналните хребети и синклиналните долини се срещат и синклинални хребети, бронирани от сарматски варовици. Широко разпространени са асиметричните куестови хребети и столови плата. В глинесто-мергелните слоеве широко разпространение има глинестия карст. Във варовиците с юрска възраст е възникнала известната Бахарденска карстова пещера с голямото подземно топло езеро Ков-Ата. В релефа на Копетдаг със своята праволинейност се отличава Предната верига (Предния хребет), отделена от останалите осови хребети от т.нар. Голям Копетдагски дол. Най-високата част на планината се намира на югоизток (на иранска територия) в хребета Хезармесджет, където се издига едноименният връх с височина 3117 m, (36°58′34″ с. ш. 59°22′12″ и. д. / 36.976111° с. ш. 59.37° и. д.). Над град Ашхабад се издига хребета Саандак с връх Ризе (2942 m). Предната верига и голяма част от осовите хребети в планината се простират от югоизток на северозапад. В западната си част планината се дели на няколко разклонения, отклоняващи се на запад и югозапад. На северозапад планината е проломена от средното течение на река Атрек (влива се в Каспийско море), а на югоизток – от долното течение на река Кешефруд (ляв приток на Теджен). На югоизток дълбоката долина на река Теджен отделя Копетдаг от възвишението Бадхиз. Стъпаловидно-плосковърхите, със стръмни склонове хребети с височина 1500 – 2000 m (на северозапад от 300 до 1000 m) са прорязани от напречни дефилета и са разделени един от друг от дълбоките и дълги долини на реките Сумбар, Чандир и Дорунгер. В подножията на планината са разположени пояси от хълмове, силно разчленени от дълбоки оврази (бедленд) и широко разпространени льосови наносни шлейфове.

### Климат
Климатът на планината е сух, субтропичен, от източносредиземноморски тип. Средната януарска температура се понижава от 1 °C в подножията до -4 °C във високите части, а средна юлска температура съответно от 29 °C до 18 °C. Годишната сума на валежите варира от 150 mm в подножията до 500 mm в горните наветрени склонове. Максимумът на валежите е през март и април под въздействието на средиземноморските циклони, движещи се по границата на полярния фронт. През лятото изпарението превишава 3 – 4 пъти количеството на валежите. През зимата в долините често явление е рязкото затопляне в резултат на въздействието на фьоновите ветрове.

### Води
Вследствие на сухотата на климата и широкото разпространение на водопроницаемата скална повърхност всички реки в планината през лятото пресъхват на значително протежение по своето течение и само на отделни места остават малки засолени езера. Подхранването на реките е предимно за сметка на подземните води, пролетните и епизодичните летни валежи. На север текат малки, къси и временни реки и потоци, губещи се в пясъците на пустинята Каракум. На изток се спускат временните реки Мянечай, Чаача, Кешефруд и др., които само през пролетта достигат до река Теджен. На запад тече най-голямата река, водеща началото си от Копетдаг – Атрек с притоците си Сумбар, Ширинчай и др. От крайната югозападна част на планината извира река Горган, вливаща се в Каспийско море. В подножията на планината и главно от льосовите наносни конуси бликат множество подземни води, които широко се използват за напояване.

### Типове ландшафти
По склоновете на планината отчетливо се проявява височинната ландшафтна поясност.
- Льосовите наносни шлейфове и хълмистите предпланински части на височина до 300 m са заети от пелиново-ефемерови пустини, развити върху светли сивоземни почви. Първичната растителност е представена от пролетни ефемерни острицо-метликови „ливади“, зеленеещи в течение на 2 – 3 месеца, с примеси от малко столетници, вегетиращи през лятото. По североизточното подножие на планината са разположени множество оазиси (най-големи – Ашхабадски и Атекски), където преобладават обработваемите земи и градини с изкуствено напояване.
- На височина 300 – 600 m с увеличаването на количеството на валежите до 250 mm годишно преобладават планинските пустини и пелиново-ефемеровите полупустини, развити върху тъмни планински сивоземни почви, със силно развитие на столетника. В пустинните и полупустинните нископланински части на Копетдаг проникват много обитатели от пустинните равнинни райони, обграждащи планината – персийска звездица, мишевиден хамстер, риж безопашат заек, дива котка, хиена, индийски медояд, змия стрела и силно отровната пустинна пепелянка.
- На височина 600 – 1000 m, където падат около 300 mm валежи годишно са развити троскотно-злаковите субтропични планински степи върху планински светлокестеняви почви. В планинските степи на Копетдаг обитават афганска къртица, сив хамстер, пепелянка, таралеж, планински овен, а в дървесно-храстовите горички разпространени в долините – дива свиня, леопард, горски сънливец, зелен кълвач, черен дрозд.
- За височините 1000 – 1500 m, където годишната сума на валежите се увеличава до 400 – 500 mm, са характерни планинските коилово-типчакови степи, развити върху тъмнокестеняви почви с участъци от редки горички от арча (вид хвойна). По сухите каменисти склонове виреят малки горички от храсти (акантолимон, астрагал и др.), а от животните се срещат дива свиня, заек толай, риж безопашат заек, а през лятото и планински овен. В горичките от арча обитават различни видове птици: дървесен гълъб, арчова черешарка, черен гриф, а по стръмните склонове и отвесните скали – див козел.
- Над 2000 m планинските степи се сменят с планински пасища. На югоизток дървесната растителност е представена от малки горички от шамфъстък, а на северозапад, в силно овлажнените високопланински долини проникват представители на гирканската (североиранска) флора: гръцки орех, нар, смокиня, бадем, мушмула, круша, барберис, глог, дива лоза и др., образуващи по дъната на долините дълги ленти от зеленеещи се горички.[1]